# マトカ型ミサイル艇
マトカ型ミサイル艇（マトカがたミサイルてい Matka class Fast Attack Missile Craft）は、ソヴィエト/ロシア海軍の水中翼ミサイル艇である。マトカ型の名称はNATOコードネームであり、ロシア語で「子宮」を意味する「マートカ」（матка）という単語に由来する。ソ連海軍の計画名は206MR型大型ミサイル艇（ヴィーフリ）（Большие ракетные катера проекта 206МR "Вихрь"）である。

## 概要

### 開発
マトカ型ミサイル艇は、チューリャ型魚雷艇（206M型大型魚雷艇）の発展型としてアルマース中央海洋設計局（TsMKBアルマース）で1970年代に開発された。本型は沿岸海域における小型の水上戦闘艦艇との戦闘を目的に設計された小型戦闘艇であり、従来の魚雷艇の任務を代替するものであった。

### 構造
艇体は流線形状を有しており、鋼製であった。チューリャ型同様、艇首下面に小型の全没型水中翼とコントロール用小板を装備していた。艇体構造全体もチューリャ型のそれを継承しており、防水壁によって隔てられた10個の水防区画よりなっていた。ディーゼルエンジンは第5区画と第7区画に収められ、それらの間になる第6区画には主機のための遠隔制禦装置が搭載されていた。
外見上大きく異なった容貌を呈したのが上部構造で、複雑なミサイル運用システムを収めるため大幅に大型化されていた。上部構造は、トップヘビーを抑えるため軽量素材によって作られていた。
搭載武装は、40 knで波圧4 b、あるいは35 knで5 bまでの限度においては制限なしに使用できた。

### 発展型
マトカ型からは、幾つか発展型が開発されている。その一つは206.5号計画「ボゴモール / ヴィーフリ3」（Проект 206.5 «Богомол / Вихрь-3»）であり、輸出向けに設計された警備艇であった。この計画に基づき10 隻が建造された。この派生型は、NATOコードネームには「モル」（Mol）が付けられている。ソ連国内でも使用され、1990年にPSKR-726とPSKR-727が太平洋方面に配備されている。。
その後、206号計画の次の段階として206.6号計画（Проект 206.6）が立案された。これは206MR型の近代化型試験艦で、試作艦対艦ミサイルKh-35/3M24「ウラーン」と防空システムAK-630M1-2「ローイ」を搭載した。

### 配備
1976年から1983年の間に 206.6号計画に基づき改修された1隻を含め12隻が建造された。その内、R-25（のちボーロフスク）、R-50（のちカラチャーエヴォ＝チェルケーシヤ）はカスピ小艦隊へ、R-30（のちブジョーノフスク）とR-221等はバルト艦隊へ、残る6 隻は黒海艦隊へ配属された。
ソ連が崩壊すると、ソ連海軍に所属していたマトカ型は、ロシア海軍とウクライナ海軍の間で分割された。実質的に、黒海艦隊に所属していた艇のうち、206.6型に改修されたR-44を除く5 隻すべてがウクライナ海軍に譲渡された。また1998年には、R-30はカスピ小艦隊へ移籍した。
マトカ型が少数しか生産されなかったことから、西側では未だに本型を失敗作と看做す傾向がある。しかし、実際には前型オーサ型ミサイル艇より洗練された設計を持ち、その優れた性能からその後の水中翼小型戦闘艇発展の可能性を確定した重要な舟艇であった。本型の成功以降、ソ連では多数の水中翼小型戦闘艇が開発され、対潜・対艦任務に投入されていった。

## 同型艦
|    | 竣工時の艇名 | 工場番号 | 起工  | 竣工        | 改称後の艇名                                        | 最終所属     | 現状(2007年時点) | 備考 |
| -- | ------------ | -------- | ----- | ----------- | --------------------------------------------------- | ------------ | ---------------- | --- |
| 1  | R-27 Р-27    | 第241    | 1976/ | 1977/       | -                                                   | KF           | -                | - |
| 2  | R-44 Р-44    | 第242    | -     | 1978/ 08/31 | -                                                   | ChF          | 退役             | 206.6号計画に基づき改修。 |
| 3  | R-50 Р-50    | 第243    | -     | -           | カラチャーエヴォ＝チェルケーシヤ Карачаево-Черкесия | KF           | -                | - |
| 4  | R-221 Р-221  | 第244    | -     | -           | -                                                   | BF           | -                | - |
| 5  | R-254 Р-254  | 第245    | -     | -           | -                                                   | BF           | -                | - |
| 6  | R-260 Р-260  | 第246    | -     | 1979/       | U152 ウーマニ U152 Умань                            | VMSU         | 沈没             | 元黒海艦隊艇。2011年に老朽化により沈没。 |
| 7  | R-262 Р-262  | 第247    | -     | 1979/ 11/30 | U153 プルィルークィ U153 Прилуки                    | VMSU         | 現役             | 元黒海艦隊艇。 |
| 8  | R-265 Р-265  | 第248    | -     | 1980/       | U154 カホーウカ U154 Каховка                        | VMSU         | 退役             | 元黒海艦隊艇。1992年までコムソモーレツ・タターリイ(Комсомолец Татарии)。2012年にスクラップ化。                                                  |
| 9  | R-251 Р-251  | 第249    | -     | 1981/       | U151 ツュループィンシク U151 Цюрупинськ             | VMSU         | 退役             | 元黒海艦隊艇。 |
| 10 | R-15 Р-15    | 第250    | -     | 1981/ 10/29 | 302 トビリシ 302 თბილისი                            | グルジア海軍 | 沈没             | 元黒海艦隊及びウクライナ海軍（U150 コノトープ（U150 Конотоп））所属。1999/06/30よりグルジア海軍所属。2008/08/13、ポティ港でロシア軍により破壊。 |
| 11 | R-25 Р-25    | 第251    | -     | -           | ボーロフスク Боровск                                | KF           | -                | - |
| 12 | R-30 Р-30    | 第252    | -     | 1983/       | ブジョーノフスク Буденновск                         | KF           | 退役             | 元バルト艦隊艇。2017年にスクラップ化。 |

### 画像ページ
- Матка (Вихрь, пр. 206МР) / ТТХ （ロシア語）

### 解説ページ
- Ракетные катера, проект 206МР （ロシア語）
- RusArmy.com - Ракетный катер проекта 206.МР "Вихрь" （ロシア語）
- Морська Держава :: Головна сторінка - Анонси （ウクライナ語）